# Rhyothemis plutonia
Rhyothemis plutonia – gatunek ważki z rodziny ważkowatych (Libellulidae).